# Jean Villain
Jean Villain (bürgerlich Marcel Bruno Brun, * 13. Juni 1928 in Zürich; † 8. September 2006 in Dreesch; heimatberechtigt in Genf) war ein Schweizer Journalist und Schriftsteller.

## Leben
Villain stammte aus grossbürgerlichem Haus. Der Pfarrer Ludwig Spyri, Schwager der Kinderbuchautorin Johanna Spyri, war sein Urgrossvater. (Er verfasste auch ein Buch über Johanna Spyri.)
Nach seiner Matura an der Kantonsschule Trogen arbeitete er als Journalist unter anderem für sozialdemokratische Zeitungen. Sein journalistisches Vorbild war Egon Erwin Kisch.
Ab 1949 hielt sich Villain längere Zeit in einem israelischen Kibbuz auf. Er arbeitete für die Tageszeitung „Al Hamishmar“ in Tel Aviv, im selben Jahr erfolgten erste DDR-Veröffentlichungen in der „Weltbühne“ (Berlin), deren fester Mitarbeiter er wurde. Villain war ständiger Mitarbeiter des Schweizer „Vorwärts“, der Parteizeitung der Partei der Arbeit der Schweiz (PdA).
Villain unternahm von 1951 bis 1961 im Auftrag der „Weltbühne“ weltweite Reportagereisen, zunächst in Westeuropa, ab 1957 meist in Afrika. Die gesammelten Reportagen wurden in den Büchern „Meine Freundin Marianne“ und „Fellah ohne Faruk“ veröffentlicht.
Er siedelte 1961 in die DDR nach Ost-Berlin über, arbeitete dort unter anderem als Korrespondent des PdA-Vorwärts und war Mitarbeiter der Neuen Berliner Illustrierten (NBI).
Ein Kurs für Nachwuchsreporter im Auftrag der NBI, den er 1964/65 leitet, führte zu einem teilweisen Schreibverbot, weil er Texte des amerikanischen Wirtschaftswissenschaftlers Paul Sweezy und des Spiegel behandelte. Ein Projekt für ein als Pendant zum Spiegel geplantes DDR-Nachrichtenmagazin namens Profil kam über eine Nullnummer nicht hinaus.
Ab 1965 veröffentlichte er in der DDR Länderreportagebände (über Frankreich und die Schweiz) und übersetzte für den Leipziger Insel Verlag Werke von Louis Sébastien Mercier. Weitere, diesmal selbständige Reportagereisen führten ihn nach Afrika, Indien und Kuba; die Berichte erschienen im Verlag Volk und Welt.
In den Jahren 1971/72 unterrichtete Villain an der Berliner Humboldt-Universität, 1974 zog er in das Dorf Dreesch in der Uckermark.
Villain war seit 1949 Mitglied der PdA und später Sekretär ihrer DDR-Sektion. Des Weiteren war er Mitglied im PEN Deutschland und in der IG Medien, nach deren Aufgehen in der Gewerkschaft ver.di im Verband deutscher Schriftsteller (VS) Landesverband Berlin und Brandenburg. Villain wurde als inoffizieller Mitarbeiter der DDR-Staatssicherheit (Deckname „Erwin“) geführt.

## Auszeichnungen
- Heinrich-Heine-Preis des Ministeriums für Kultur der DDR 1975
- Fritz-Hüser-Preis 1994
- Ehrengabe der Stadt Zürich 1997.

## Werke
- 1950: Der Kibbuz – Die Verwirklichung einer Illusion?. Verlag „Der Scheideweg“, Zürich; erschien unter Marcel B. Brun
- 1957: Nacht über Spanien – Reisenotizen 1956. Kongress Verlag, Berlin
- 1960: Brennender Maghreb. Reportagen aus Nordafrika. Aufbau Verlag – mit eigenen Fotos
- 1961: Und so schuf Gott die Apartheid. Aufbau Verlag, Berlin
- 1969: Städtebau. Visitenkarte der Gesellschaft. Reportage. Regie: Barbara Plensat (Rundfunk der DDR)[2]
- 1971: Die grossen 72 Tage Ein Report über die Pariser Kommunarden. Verlag Volk und Welt, Berlin
- 1974: Venedig. Tage und Jahrtausende. Mit 180 Fotos von Karol Kállay. Verlag Volk und Welt, Berlin
- 1978: Damals in Allenwinden. Verlag der Nation – autobiografischer Roman
- 1979: Plädoyer für Aschenbrödel. Über Reportagen und Reporter. Mitteldeutscher Verlag – Essays
- 1980: Momentaufnahmen. Reportagen aus einem Vierteljahrhundert. Verlag der Nation
- 1987: Junger Mann aus gutem Hause. Verlag der Nation – Roman
- 1990: Die Revolution verstösst ihre Väter. Aussagen und Gespräche zum Untergang der DDR. Zytglogge Verlag, ISBN 3-7296-0371-X (um 1990 geführte Interviews mit Männern aus verschiedenen Ebenen der Machtelite der DDR)
- 1997: Der erschriebene Himmel – Johanna Spyri und ihre Zeit. Nagel und Kimche (Schweiz)
- 2002: Vineta 89 – Tagebuch einer Wende, MV Taschenbuch, Rostock
- 2007: Reisen ohne Rückfahrkarte. Ein Reporterleben. Zytglogge Verlag, Oberhofen am Thunersee, ISBN 978-3-7296-0735-4